# یژی استفان استاوینسکی
یژی استفان استاوینسکی (لهستانی: Jerzy Stefan Stawiński؛ ‏ تلفظ لهستانی: [ˈjɛʒɨ]؛ ‏ ۱ ژوئیهٔ ۱۹۲۱ – ۱۲ ژوئن ۲۰۱۰) فیلم‌نامه‌نویس، کارگردان فیلم اهل لهستان بود.
از فیلم‌ها یا مجموعه‌های تلویزیونی که وی در آن‌ها نقش داشته است می‌توان به فردا به سینما می‌رویم، شوالیه‌های تتونیک، سرهنگ کفیاتکوفسکی، «بدشانسی» (۱۹۶۰) و «عشق در بیست‌سالگی» (۱۹۶۲) اشاره نمود.